# Blandina
Blandina fue una virgen y mártir del Cristianismo, que vivió en el siglo II y falleció víctima de la Persecución decretada por el emperador Marco Aurelio. Su fiesta se celebra el 2 de junio.

## Biografía
Blandina sería una joven lionesa. Según se cuenta en la Historia eclesiástica de Eusebio de Cesarea, fue detenida en el 177 bajo el emperador Marco Aurelio. Soporta estoicamente todos los suplicios, afirmando su fe ante sus verdugos. Habría pasado por la parrilla, para luego ser arrojada a un toro bravo y, finalmente ser degollada y muerta. El historiador Justo González lo narra de la siguiente manera en su libro "Historia del Cristianismo", Tomo I, página 65: "Pero la más destacada de todos estos mártires fue Blandina, una mujer débil por quien temían sus hermanos. Cuando le llegó el momento de ser torturada, mostró tal resistencia que los verdugos tenían que turnarse. Cuando varios de los mártires fueron llevados al circo, Blandina fue colgada de un madero en medio de ellos y desde allí les alentaba. Como las fieras no la atacaron, los guardias la llevaron de nuevo a la cárcel. Por fin, el día de tan cruentos espectáculos, Blandina fue torturada en público de diversas maneras. Primero la azotaron; después la hicieron morder por fieras; acto seguido la sentaron en una silla de hierro candente; y a la postre la encerraron en una red e hicieron que un toro bravo la corneara. Como en medio de tales tormentos Blandina seguía firme en su fe, por fin las autoridades ordenaron que fuese degollada".
Sería, junto con Potino, uno de los mártires de Lyon. Una parte de sus supuestas reliquias se encuentra en la iglesia de Cristo Rey en Las Lomas, San Cristóbal, Venezuela.

## Iconografía
Se la ha representado junto a un toro bravo o la parrilla, símbolos de su martirio.